# Stoepbord

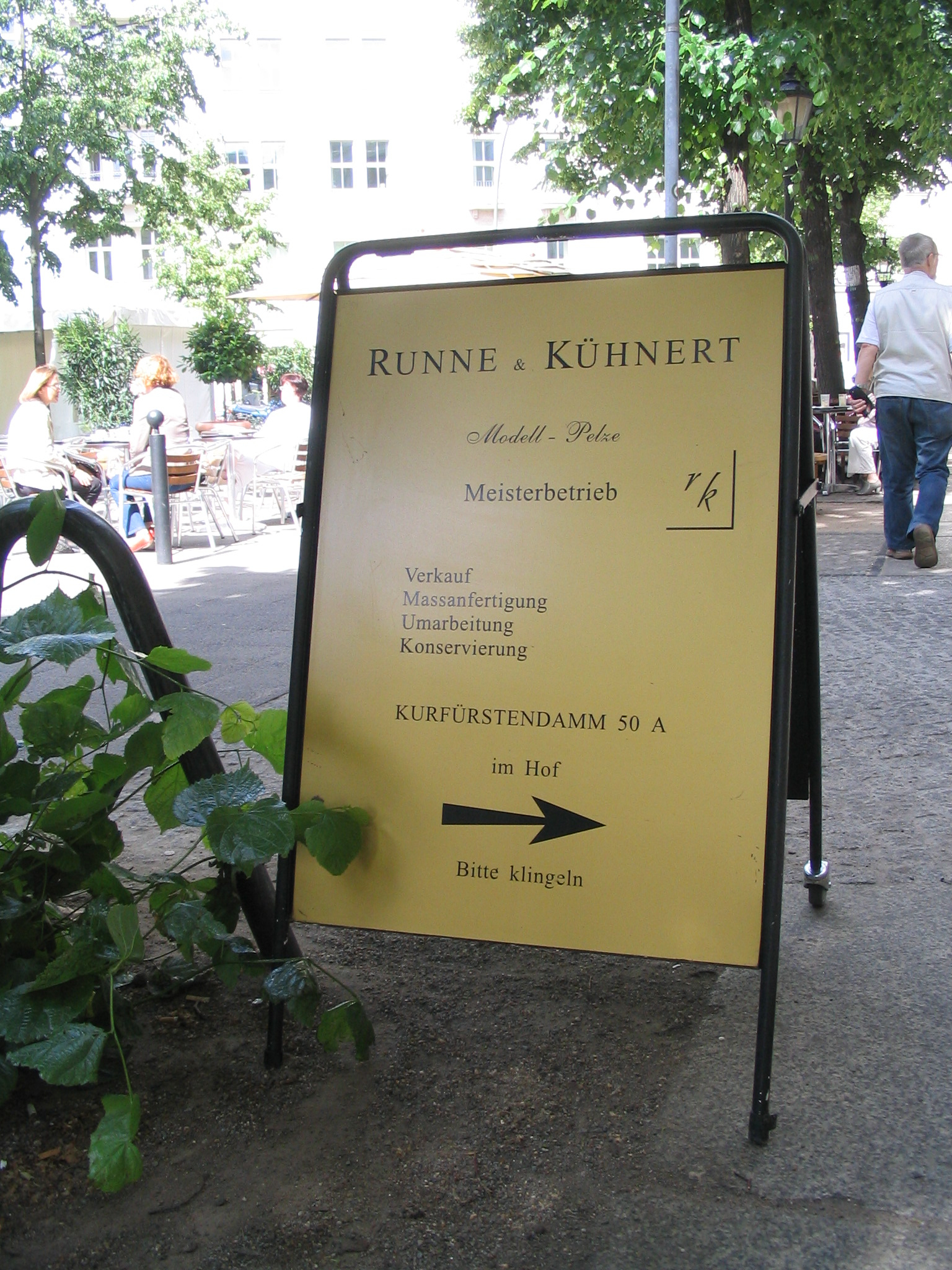
Stoepbord met wieltjes voor makkelijke verplaatsing

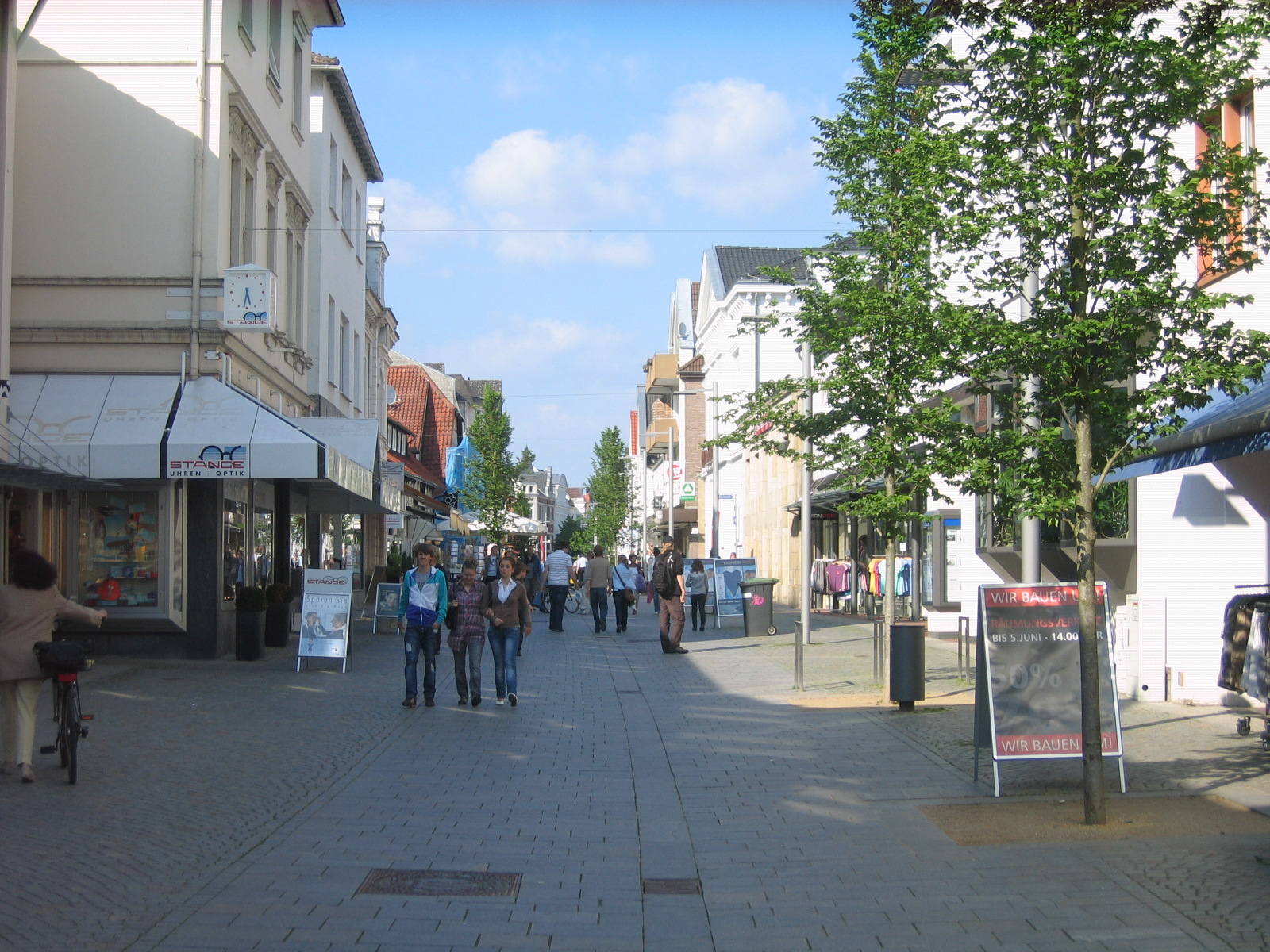
Winkelstraat met diverse stoepborden

Een stoepbord is een verplaatsbaar reclamebord dat op stoep of trottoir gezet wordt om de aandacht van voorbijgangers te trekken. 
Een krijtstoepbord is een stoepbord waarop de reclameboodschap met krijt geschreven wordt. Moderne borden hebben een kliksysteem dat het mogelijk maakt om de reclameboodschap, in de vorm van een poster of anderszins, makkelijk te vervangen. Er zijn borden met een verzwaarde voet en borden uitgerust met veren zodat ze bewegen kunnen en niet omvallen bij harde wind.

## Gebruik
Een winkelier die een stoepbord wil plaatsen dient hiervoor een vergunning bij de gemeente aan te vragen. In sommige gemeenten is het plaatsen van een stoepbord vrij van precariobelasting als aan bepaalde voorwaarden is voldaan. 